# 漢密爾頓 (南拉納克郡)
漢密爾頓（英語：Hamilton）是英國蘇格蘭南拉納克郡的一座城鎮及主要的行政中心，位於格拉斯哥東南12英里（19），愛丁堡西南35英里（56），卡萊爾以北75英里（120）。在歷史上漢密爾頓是拉納克郡的郡治。

## 友好城市
- 法國 沙泰勒罗

## 外部連結
- Visit Scotland: Hamilton
- Old Hamilton: Pictures of Our Town （页面存档备份，存于）
- Low Parks Museum and Hamilton Mausoleum[永久]
- Hamilton Park Racecourse （页面存档备份，存于）
- The Regent Shopping Centre （页面存档备份，存于）
- New Cross Shopping Centre （页面存档备份，存于）
- Sustrains Connect2 cycle paths （页面存档备份，存于）
- Hamilton Water Palace[永久]
- Hamilton Ice Rink （页面存档备份，存于）